# Wendsdorf
Wendsdorf is een plaats in de Duitse gemeente Großhabersdorf, deelstaat Beieren.

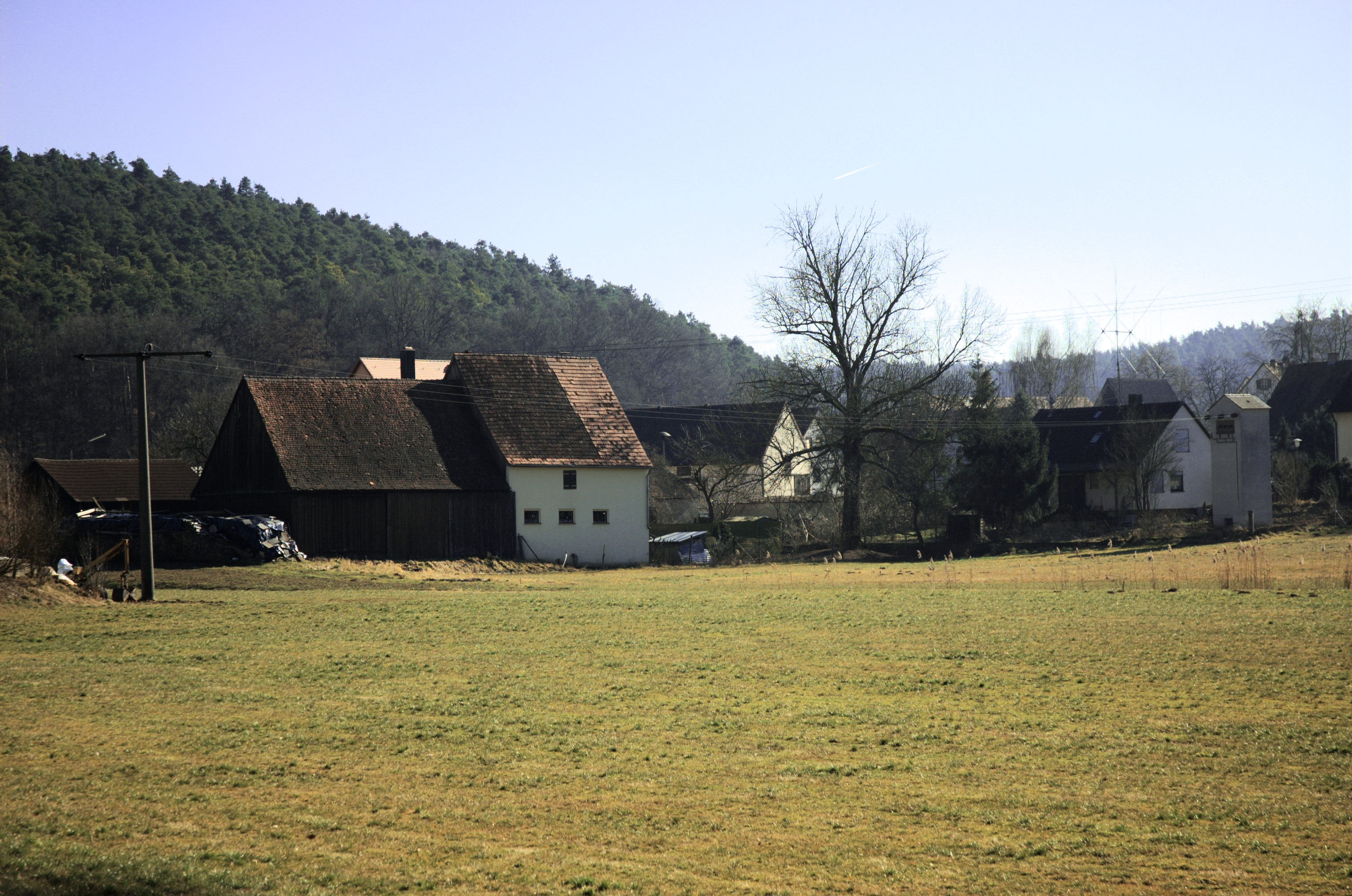
Wendsdorf